# Concepción (Santander)
Concepción – miasto w Kolumbii, w departamencie Santander.